# Sympetrum hypomelas
Sympetrum hypomelas is een echte libel (Anisoptera) uit de familie van de korenbouten (Libellulidae).
De soort staat op de Rode Lijst van de IUCN als niet bedreigd, beoordelingsjaar 2010.
De wetenschappelijke naam van de soort werd in 1884 als Diplax hypomelas gepubliceerd door Edmond de Sélys Longchamps.

## Synoniemen
- Sympetrum himalayanum Navás, 1934